# Krausnickpark
Der Krausnickpark liegt im Berliner Ortsteil Mitte zwischen Krausnickstraße, Oranienburger Straße und Große Hamburger Straße. Er ist nach dem Kommunalpolitiker Heinrich Wilhelm Krausnick (1797–1882) benannt.

## Geschichte

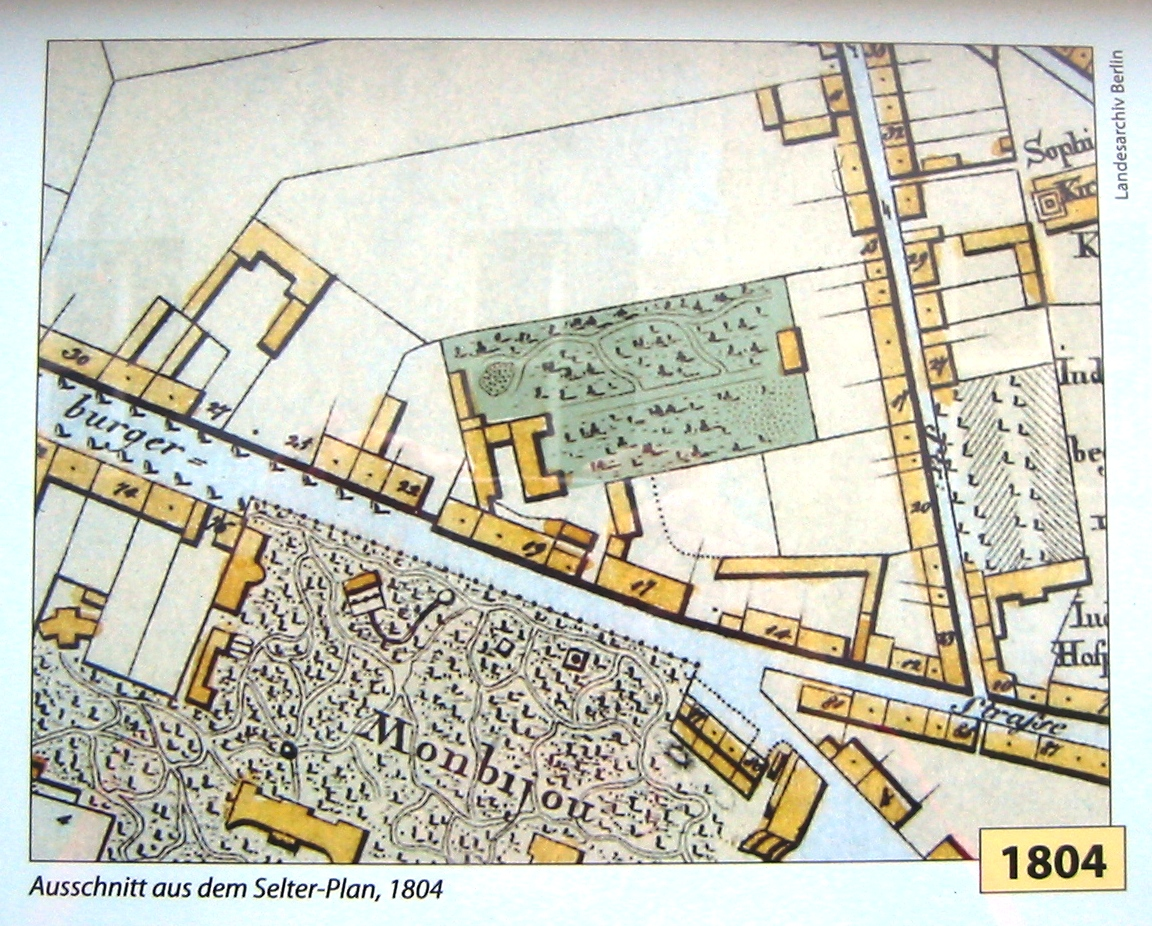
Selter-Plan des Grundstücks, 1804

Die Geschichte des Geländes geht bis in das 18. Jahrhundert zurück. Zu dieser Zeit wurde die Umgebung der Stadt für landwirtschaftliche Zwecke wie den Obst- und Gemüseanbau genutzt. In der Spandauer Vorstadt, in dem der Park heute liegt, wurden „Lust-Häuser“ angelegt. Darunter verstand man Orangerien mit exotischen Pflanzen, die mit Schmuckbeeten, Alleebäumen, Vasen und Statuen geschmückt waren.
Die Oranienburger Straße verfügte auf Grund ihrer Lage als Ausfallstraße nach Spandau über derartige Gärten, so auch von den beiden Hofräten Buchholz und von Gerresheim. Es wird vermutet, dass sie auch die Eigentümer des Vierhuff´schen Gartens waren, über dessen Lage „vorm Spandauer-Thor gerade über der Königen Majest.Garten Monbejux“ berichtet wurde. Teile des Parks sollen nach dieser Überlieferung deckungsgleich mit dem heutigen Gelände sein. Der Kriegsrat Therbusch (auch Theerbusch geschrieben) besaß die Fläche zum Ende des 18. Jahrhunderts; ihm gehörte das Wohnhaus Oranienburger Straße 17 und der benachbarte Garten. Er betrieb dort Obst- und Gemüsegärten. Der Verein Ressource vom 10. Oktober 1784 pachtete das Grundstück etwa um 1800 von ihm, um es zu einem Park – der Therbursch’schen Ressource – umzugestalten.

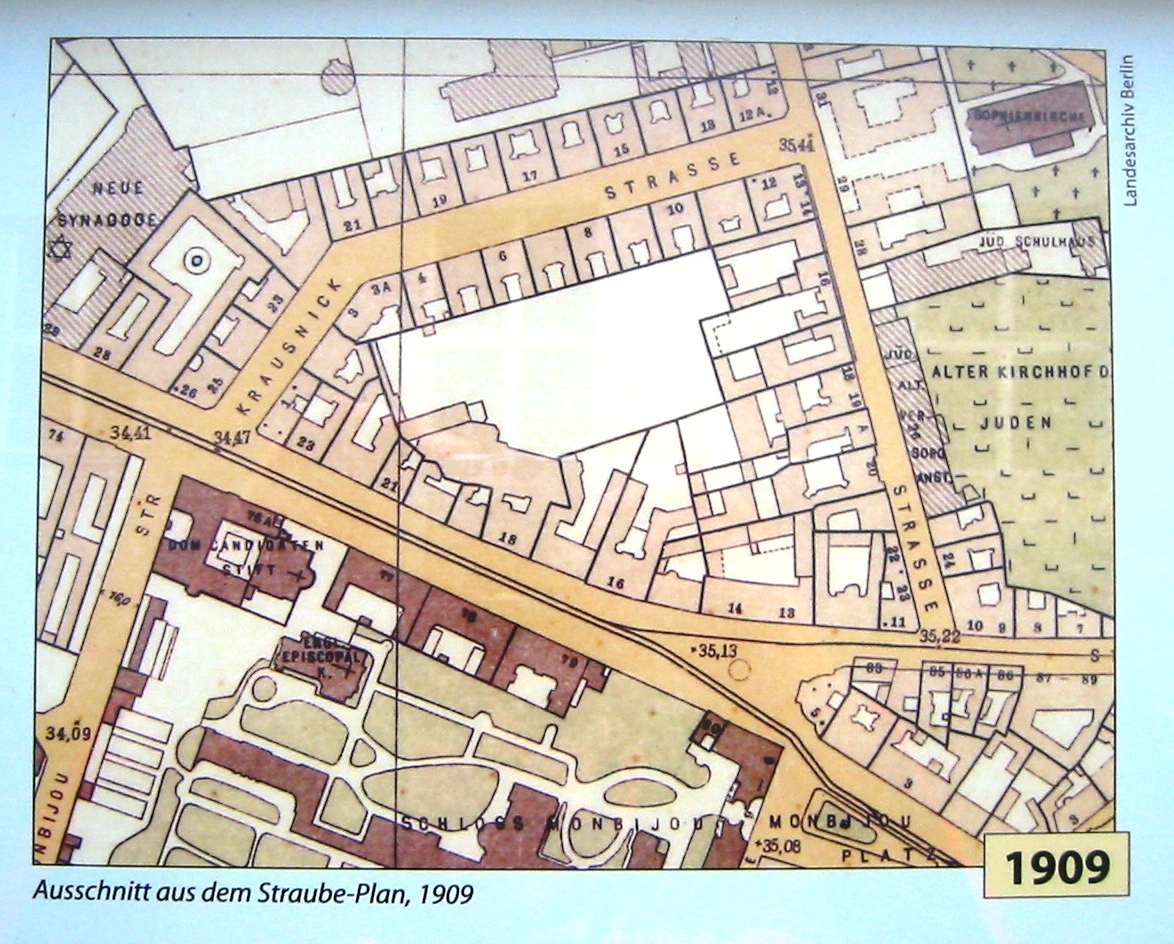
Staube-Plan des Grundstücks, 1909

Das Gelände wurde zunächst nur in den Sommermonaten genutzt. Im Jahr 1842 erfolgte die erste feste Bebauung, die heute in der Oranienburger Straße 18 zu sehen ist. Der königliche Bauinspektor Wilhelm Louis Drewitz errichtete darüber hinaus ein Sommerhaus, welches 1878 durch ein Ballhaus mit zwei großen Sälen ersetzt wurde. Das gehobene Bürgertum erfreute sich an einer Kegelbahn, einem Musikpavillon und an einem Springbrunnen. Die Anlage geriet in das Eigentum des Vereins und erhielt die Bezeichnung Ressource zur Unterhaltung. Als Verwalter ist im Jahr 1900 der königliche Hof-Maurermeister D. Stargardt genannt. Ende der 1920er Jahre geriet der Ressourcen-Verein in die Wirtschaftskrise und musste die Anlage verkaufen. Der preußische Fiskus erwarb sie und nutzte die anliegenden Häuser als Studentenhaus.
Im Zweiten Weltkrieg wurde ein Großteil der Anlage zerstört. 1959 wurde einer der Ballsäle zum Hörsaal umgebaut und von der Psychologischen Fakultät der Humboldt-Universität genutzt. Der Garten wurde aufgeteilt, einige Parzellen als Gärten, Spielplatz und für eine Kindertagesstätte genutzt.

## Entstehung des heutigen Parks

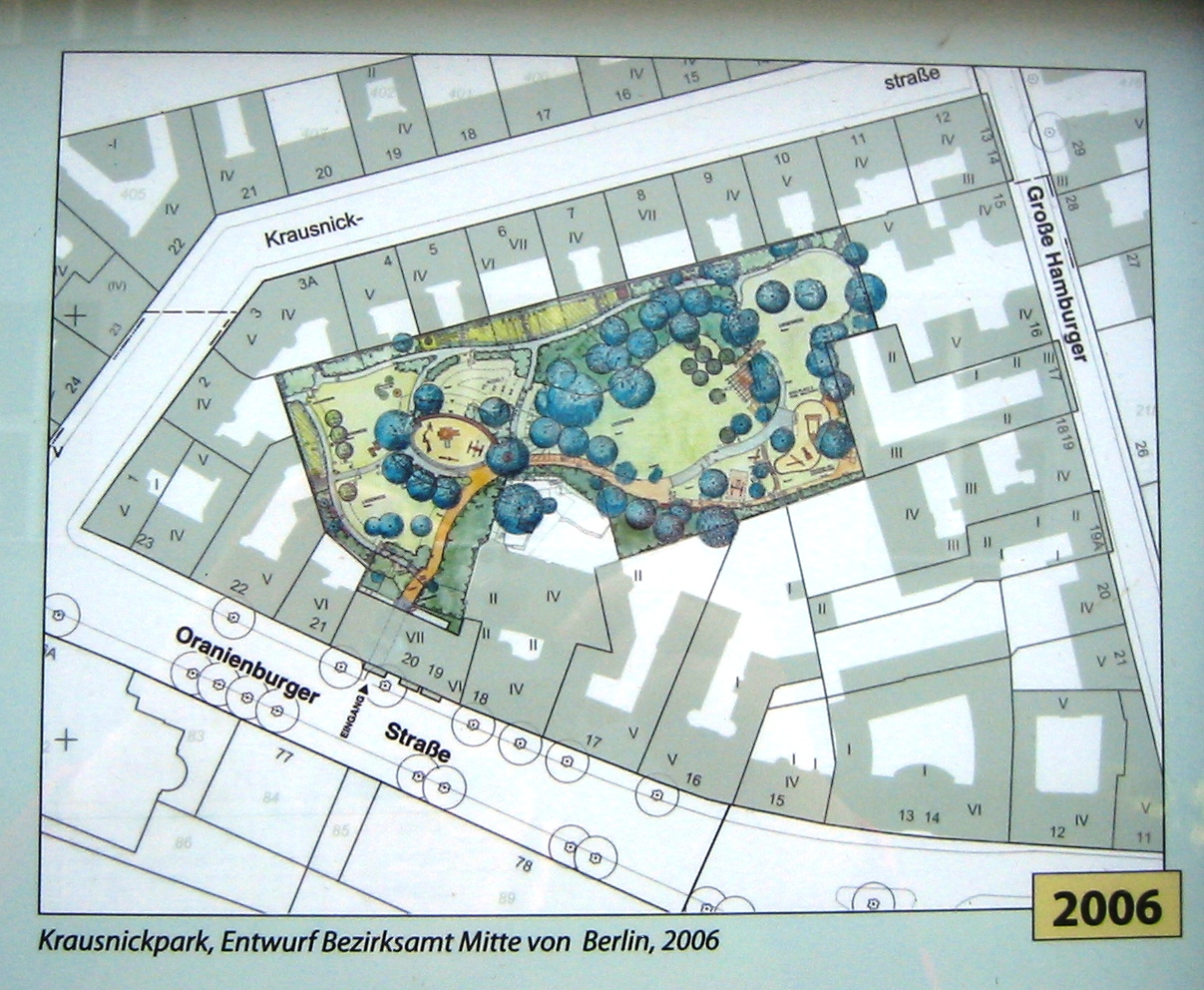
Entwurfsplanung 2006

1997 begannen erste Überlegungen, den Park wieder als öffentliche Grünanlage zu erschließen. Zehn Jahre später standen die erforderlichen Mittel von rund 351.000 Euro bereit, um mit Hilfe des Bezirksamtes Mitte eine öffentliche Parkanlage zu errichten. Über einen Privatweg ist der Park nun wieder erreichbar. Den Anwohnern stehen weiterhin separate Zugänge von den angrenzenden Grundstücken zur Verfügung. Die Pflege liegt in privater Hand und wird von einem Verein der Anwohner seit 2007 vollzogen. Aus Anlass der Fertigstellung der neuen Parkanlage erhielt diese am 15. Juni 2007 den heutigen Namen.
Neben der Grünfläche befinden sich zwei Kinderspielplätze auf dem Areal. Daneben gibt es einige Mieterbeete, die von den Anwohnern gepflegt werden.

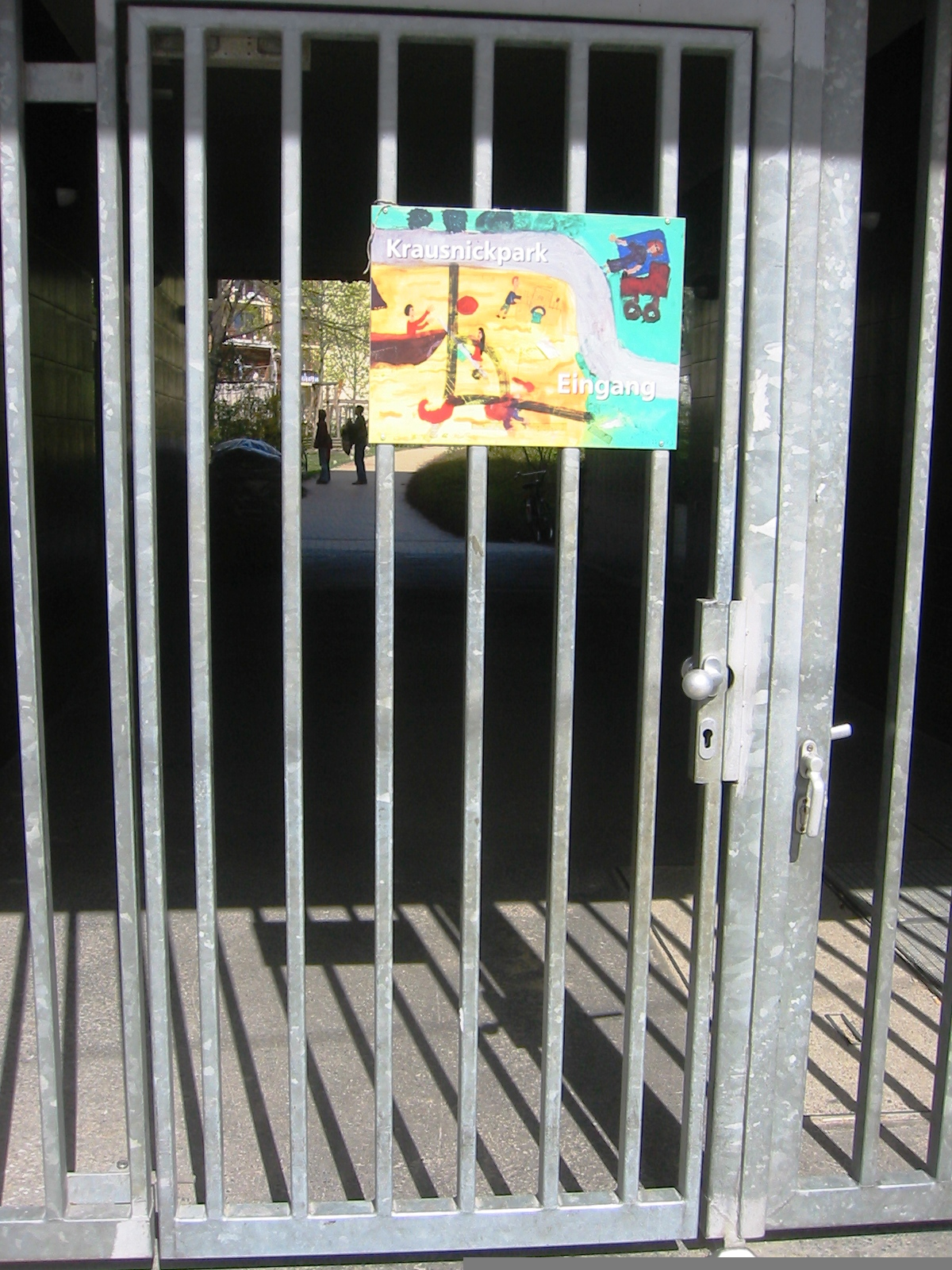
Zugang zum Krausnickpark

## Erreichbarkeit
Der einzige öffentliche Zugang befindet sich an der Oranienburger Straße 19/20, er ist barrierefrei und ab Einbruch der Dunkelheit geschlossen. Der Ausgang ist jederzeit möglich.